# Catenochytridium marinum
Catenochytridium marinum är en svampart som först beskrevs av Kobayasi & M. Ôkubo, och fick sitt nu gällande namn av Karling 1977. Catenochytridium marinum ingår i släktet Catenochytridium och familjen Endochytriaceae.   Inga underarter finns listade i Catalogue of Life.